# Bryłów
Bryłów (deutsch Breile, bis 1923 Polnisch Breile) ist ein Ort in der Stadt- und Landgemeinde Wiązów im Powiat Strzeliński der  Woiwodschaft Niederschlesien in Polen.

## Geographie
Das Angerdorf Bryłów liegt sechs Kilometer östlich von Wiązów (Wansen), 19 Kilometer nordöstlich von Strzelin (Strehlen) und 50 Kilometer südöstlich von Breslau in der Nizina Śląska (Schlesische Tiefebene).
Nachbarorte von Bryłów sind im Westen Bryłówek (Deutsch Breile) und im Südosten Janowo  (Johnwitz).

## Geschichte
Der Ort wurde 1329 erstmals als Brilow polonicalis erwähnt. Der Ort wurde in der zweiten Hälfte des 13. Jahrhunderts nach deutschem Recht ausgesetzt. 1332 erfolgte eine Erwähnung als Brylaw.
Nach dem Ersten Schlesischen Krieg 1742 fiel Polnisch Breile zusammen mit dem größten Teil Schlesiens an Preußen. 1783 zählte der Ort sechs Bauern- und 12 andere Stellen sowie 115 Einwohner.
Nach der Neugliederung Preußens gehörte die Landgemeinde Polnisch Breile ab 1815 zur Provinz Schlesien und war ab 1816 dem Landkreis Ohlau eingegliedert. 1874 wurde der Amtsbezirk Klosdorf gegründet, zu dem die Landgemeinden Deutsch Breile, Jauer, Klosdorf, Mechwitz und Polnisch Breile und die Gutsbezirke Deutsch Breile und Mechwitz gehörten. 1885 zählte der Ort 197 Einwohner.
Am 11. Mai 1923 wurde der Ortsname in Breile geändert. 1933 sowie 1939 zählte Breile 167 Einwohner. Bis 1945 befand sich der Ort im Landkreis Ohlau.
Als Folge des Zweiten Weltkriegs fiel Breile wie fast ganz Schlesien 1945 an Polen, wurde in Bryłów umbenannt und der Woiwodschaft Breslau angegliedert. Die deutsche Bevölkerung wurde, soweit sie nicht vorher geflohen war, weitgehend vertrieben. Die neu angesiedelten Bewohner waren zum Teil Heimatvertriebene aus Ostpolen. 1999 kam der Ort zum Powiat Strzeliński in der Woiwodschaft Niederschlesien.

## Sehenswürdigkeiten
- Kapelle Unserer Lieben Frau von Tschenstochau (poln. Kaplica Matki Boskiej Częstochowskiej)